# 若井克俊
若井 克俊（わかい かつとし）は、日本の経済学者。京都大学大学院経済学研究科長・教授。元京都大学大学院経済学研究科附属プロジェクトセンター長。

## 人物・経歴
1991年埼玉大学教養学部教養学科卒業。1998年イェール大学M.A.。1999年イェール大学M. Phil.。2002年イェール大学大学院経済学研究科博士課程修了、Ph.D. in Economics。同年ニューヨーク州立大学バッファロー校助教。2007年小樽商科大学商学部経済学科准教授。2008年京都大学大学院経済学研究科准教授。2014年京都大学大学院経済学研究科附属プロジェクトセンター長。2015年京都大学大学院経済学研究科教授。2024年京都大学大学院経済学研究科長・経済学部長。